# Boštjan Mervar
Boštjan Mervar (Novo Mesto, 22 settembre 1973) è un dirigente sportivo ed ex ciclista su strada sloveno. Professionista dal 1997 al 2006, dal 2007 ricopre la carica di direttore sportivo per il team Adria Mobil.

## Palmarès

### Strada
- 1997 (Krka-Telekom Slovenije, una vittoria)

Classifica generale GP Umag
- 1998 (Krka-Telekom Slovenije, due vittorie)

Classifica generale GP Umag
2ª tappa Uniqa Classic (Traismauer > Rabenstein an der Pielach)
- 2000 (Krka-Telekom Slovenije, due vittorie)

1ª tappa Istrian Spring Trophy (Umago > Umago)
3ª tappa Istrian Spring Trophy (Umago > Umago)
- 2001 (Krka-Telekom Slovenije, tre vittorie)

2ª tappa Giro di Slovenia (Radenci > Ptuj)
Grand Prix Krka
Trofeo Città di Castelfidardo
- 2002 (Perutnina Ptuj, cinque vittorie)

Poreč Trophy 3
1ª tappa Istrian Spring Trophy (Parenzo > Parenzo)
6ª tappa Giro di Slovenia (Nova Gorica > Kranj)
Internationale Raiffeisen Grand Prix
2ª tappa Österreich-Rundfahrt (Reutte > Schwaz)
- 2003 (Perutnina Ptuj, cinque vittorie)

GP Slovenian Istria
Poreč Trophy 2
1ª tappa Istrian Spring Trophy (Parenzo > Parenzo)
6ª tappa Giro di Slovenia (Šentjernej > Novo mesto)
3ª tappa Uniqa Classic (Rabenstein an der Pielach > Gresten)
- 2004 (Formaggi Pinzolo Fiavé, una vittoria)

7ª tappa Circuit des mines (Trieux > Longwy)
- 2005 (Perutnina Ptuj, una vittoria)

4ª tappa Giro di Slovenia (Šentjernej > Novo mesto)
- 2006 (Perutnina Ptuj, tre vittorie)

8ª tappa Vuelta a Cuba (Sancti Spíritus > Santa Clara)
Grand Prix Velka cena Palma
Grand Prix Kranj

#### Altri successi
- 1999 (Krka-Telekom Slovenije)

Prologo Giro di Slovenia (Nova Gorica, cronometro)
Grand Prix Šenčur
- 2003 (Perutnina Ptuj)

Classifica a punti Giro di Slovenia
- 2005 (Perutnina Ptuj)

Prologo Istrian Spring Trophy (Pisino)

## Piazzamenti

### Grandi Giri
- Giro d'Italia

2004: 129º